# Gephyromantis luteus
Gephyromantis luteus – gatunek płaza bezogonowego z rodziny mantellowatych (Mantellidae). Endemit Madagaskaru.

## Taksonomia
Należy mieć na uwadze, że część opublikowanych informacji na temat niniejszego gatunku tyczy się w rzeczywistości Gephyromantis plicifer i Gephyromantis sculpturatus, ponownie uznanych w 2001.

## Występowanie
Ten endemiczny płaz obejmuje swym zasięgiem występowania prawie całe wschodnie wybrzeże Madagaskaru, od Marojejy aż do Andohahela.
Nie pojawia się wyżej niż 1750 metrów nad poziomem morza. Zasiedla pierwotny wilgotny las równikowy, bytując zarówno na jego dnie, jak i wspinając się na drzewa.

## Rozmnażanie
Gatunek podejrzewa się o uniezależnienie się od środowiska wodnego poprzez bezpośredni rozród.

## Status
W Czerwonej księdze gatunków zagrożonych IUCN płaz ten od 2004 roku klasyfikowany jest jako gatunek najmniejszej troski (LC, ang. Least Concern).
Chociaż lokalnie występuje obficie, całkowita liczebność tego gatunku ulega zmniejszeniu.
Zwierzęciu zagraża utrata siedlisk i dewastacja jego środowiska naturalnego spowodowana, jak u jego krewniaków, rozwojem rolnictwa, przemysłem leśnym i innymi działaniami człowieka. Jednakże posiadając szeroki zasięg występowania, płaz zamieszkuje szereg terenów chronionych.